# Adephaga
Poznato je preko 30.000 vrsta koje naseljavaju sve zoogeografske zone i drugi su najveći podred Coleoptera. Najveći broj vrsta Adephaga spada u porodicu Carabidae.

## Ishrana
Većina vrstasu grabljive, predatori drugih insekata. Ostali se hrane algama (porodica Haliplidae), semenima (Harpalinae), gljivama (rhysodines), puževima (licinine). Neke su i ektoparaziti insekata ili Diplopoda

## Distribucija i stanište
Uglavnom žive na kopnu, a manj broj vrsta je prilagođen na život u vodi. Staništa se kreću od pećina, kišnih šuma, pa i do alpiskih staništa. Oblik tela im je adaptiran na život u različitim sredinama. Članovi porodice Gyrinidae žive u vodi, rhysodines u stabludrveta, a paussine u mravinjaku

## Morfologija
U morfološkom pogledu karakterišu se končastim antenama. Na zadnjim krilima imaju poprečne nerve. Kokse zadnjih nogu su nepokretno srasle za sternum, izdužene, prelaze prviipolovinu drugog abdomalnog sternita. Imaju samo četiri Malpigijeva suda. Larve su im oligopodne i sa vitkim telom.

## Filogenija
Adephaga su se odvojile od svoje sestrinske grupe u kasnom permu, a najstariji recentni predstavnik nastao je u ranom trijasu, pre oko 240 miliona godina. I vodeni i kopneni predstavnici pojavlju ju se u fosilnim nalazima u kasnom trijasu. Diferencijacija porodica odigrala se u miocenu, osim par redova koji počinu da se šire u priodu tercijara.

## Sistematika
- Porodica Amphizoidae
- Porodica Aspidytidae
- Porodica Carabidae
- Porodica Dytiscidae
- Porodica Gyrinidae
- Porodica Haliplidae
- Porodica Hygrobiidae
- Porodica Meruidae Spangler & Steiner 2005
- Porodica Noteridae
- Porodica Rhysodidae
- Porodica Trachypachidae
- Porodica Colymbothetidae
- Porodica Coptoclavidae
- Porodica Liadytidae
- Porodica Parahygrobiidae
- Porodica Triaplidae[4]

## Literatura
- Balke, M.; Ribera, I.; Beutel, R.; Viloria, A.; Garcia, M.; Vogler, A.P. (2008). „Systematic placement of the recently discovered beetle family Meruidae (Coleoptera: Dytiscoidea) based on molecular data”. Zoologica Scripta. 37 (6): 647—650. S2CID 86012007. doi:10.1111/j.1463-6409.2008.00345.x.

## Spoljašnje veze
- „Adephaga”. Integrated Taxonomic Information System.
- Adephaga Tree of Life